# Concourson-sur-Layon
Pour les articles homonymes, voir Layon.
Concourson-sur-Layon est une ancienne commune française située dans le département de Maine-et-Loire, en région Pays de la Loire. Depuis le 30 décembre 2016, la commune forme avec Brigné, de Doué-la-Fontaine, de Forges, de Meigné, de Montfort, de Saint-Georges-sur-Layon et des Verchers-sur-Layon, la commune nouvelle de Doué-en-Anjou.
La commune se situe dans l'appellation viticole du Coteaux-du-Layon (AOC).

## Géographie
Commune angevine du Saumurois, Concourson-sur-Layon se situe dans les coteaux du Layon, sur la route D 960, Doué-la-Fontaine - Vihiers.
Son territoire est traversé par le Layon (rivière) et se situe sur les unités paysagères du couloir du Layon et du plateau du Saumurois.

## Histoire
Pendant la Première Guerre mondiale, 28 habitants perdent la vie. Lors de la Seconde Guerre mondiale, 7 habitants sont tués.

## Politique et administration

### Administration municipale

#### Administration actuelle
Depuis le 30 décembre 2016 Concourson-sur-Layon constitue une commune déléguée au sein de la commune nouvelle de Doué-en-Anjou et dispose d'un maire délégué.
| Période                                  | Période  | Identité           | Étiquette | Qualité    |
| ---------------------------------------- | -------- | ------------------ | --------- | ---------- |
| janvier 2017                             | mai 2020 | Pierre Perchard    |           |            |
| mai 2020                                 | en cours | Alexandre Dutertre |           | Enseignant |
| Les données manquantes sont à compléter. |          |                    |           |            |

#### Administration ancienne
| Période                                  | Période       | Identité        | Étiquette | Qualité             |
| ---------------------------------------- | ------------- | --------------- | --------- | ------------------- |
| Les données manquantes sont à compléter. |               |                 |           |                     |
| 1995                                     | mars 2008     | Georges Charron |           | Exploitant agricole |
| mars 2008                                | mars 2014     | Gérard Baranger |           | DRH retraité        |
| mars 2014                                | décembre 2016 | Pierre Perchard |           |                     |

### Ancienne situation administrative
La commune était membre de la communauté de communes de la région de Doué-la-Fontaine, elle-même membre du syndicat mixte Pays Saumurois.

## Population et société

### Démographie

#### Évolution démographique
L'évolution du nombre d'habitants est connue à travers les recensements de la population effectués dans la commune depuis 1793. À partir du 1er janvier 2009, les populations légales des communes sont publiées annuellement dans le cadre d'un recensement qui repose désormais sur une collecte d'information annuelle, concernant successivement tous les territoires communaux au cours d'une période de cinq ans. 
Pour les communes de moins de 10 000 habitants, une enquête de recensement portant sur toute la population est réalisée tous les cinq ans, les populations légales des années intermédiaires étant quant à elles estimées par interpolation ou extrapolation. Pour la commune, le premier recensement exhaustif entrant dans le cadre du nouveau dispositif a été réalisé en 2008,.
En 2014, la commune comptait 559 habitants, en évolution de +2,76 % par rapport à 2009 (Maine-et-Loire : +3,3 %, France hors Mayotte : +2,49 %).
| 1793 | 1800 | 1806 | 1821 | 1831 | 1836 | 1841 | 1846 | 1851 |
| ---- | ---- | ---- | ---- | ---- | ---- | ---- | ---- | ---- |
| 685  | 338  | 650  | 705  | 721  | 688  | 707  | 676  | 694  |

| 1856 | 1861 | 1866 | 1872 | 1876 | 1881 | 1886 | 1891 | 1896 |
| ---- | ---- | ---- | ---- | ---- | ---- | ---- | ---- | ---- |
| 735  | 692  | 808  | 783  | 735  | 684  | 663  | 666  | 652  |

| 1901 | 1906 | 1911 | 1921 | 1926 | 1931 | 1936 | 1946 | 1954 |
| ---- | ---- | ---- | ---- | ---- | ---- | ---- | ---- | ---- |
| 661  | 634  | 592  | 595  | 592  | 585  | 563  | 561  | 640  |

| 1962 | 1968 | 1975 | 1982 | 1990 | 1999 | 2008 | 2013 | 2014 |
| ---- | ---- | ---- | ---- | ---- | ---- | ---- | ---- | ---- |
| 621  | 619  | 516  | 489  | 532  | 546  | 542  | 560  | 559  |

#### Pyramide des âges
La population de la commune est relativement jeune. Le taux de personnes d'un âge supérieur à 60 ans (19,2 %) est en effet inférieur au taux national (21,8 %) et au taux départemental (21,4 %).
Contrairement aux répartitions nationale et départementale, la population masculine de la commune est sensiblement égale à la population féminine.
La répartition de la population de la commune par tranches d'âge est, en 2008, la suivante :
- 49,7 % d’hommes (0 à 14 ans = 22,6 %, 15 à 29 ans = 13,7 %, 30 à 44 ans = 24,1 %, 45 à 59 ans = 20,7 %, plus de 60 ans = 19 %) ;
- 50,3 % de femmes (0 à 14 ans = 26,7 %, 15 à 29 ans = 13,9 %, 30 à 44 ans = 20,9 %, 45 à 59 ans = 19 %, plus de 60 ans = 19,4 %).

| Hommes | Classe d’âge | Femmes |
| ------ | ------------ | ------ |
| 0,4    | 90 ans ou +  | 0,9    |
| 5,6    | 75 à 89 ans  | 8,8    |
| 13,0   | 60 à 74 ans  | 9,7    |
| 20,7   | 45 à 59 ans  | 19,0   |
| 24,1   | 30 à 44 ans  | 20,9   |
| 13,7   | 15 à 29 ans  | 13,9   |
| 22,6   | 0 à 14 ans   | 26,7   |

| Hommes | Classe d’âge | Femmes |
| ------ | ------------ | ------ |
| 0,4    | 90 ans ou +  | 1,1    |
| 6,3    | 75 à 89 ans  | 9,5    |
| 12,1   | 60 à 74 ans  | 13,1   |
| 20,0   | 45 à 59 ans  | 19,4   |
| 20,3   | 30 à 44 ans  | 19,3   |
| 20,2   | 15 à 29 ans  | 18,9   |
| 20,7   | 0 à 14 ans   | 18,7   |

## Économie

### Tissu économique
Sur 55 établissements présents dans la commune à fin 2010, 51 % relevaient du secteur de l'agriculture (pour une moyenne de 17 % dans le département), 7 % du secteur de l'industrie, 9 % du secteur de la construction, 27 % de celui du commerce et des services et 6 % du secteur de l'administration et de la santé.

### Agriculture
La commune se situe dans l'aire d'appellation viticole du Coteaux-du-Layon (AOC). Vingt-sept communes du département, bordant la rivière du Layon, constituent l'aire géographique de l'Appellation d'Origine Contrôlée Coteaux du Layon.

## Culture locale et patrimoine

### Lieux et monuments
- Moulin à vent des Bleuces.
- Le Domaine des Rochettes (Château)